# Дубовый Колок
Дубовый Колок — посёлок в Кинель-Черкасском районе Самарской области. Входит в состав сельского поселения Березняки.

## История
В 1973 году указом Президиума Верховного Совета РСФСР посёлок отделения № 3 совхоза «Рабочий» переименован в Дубовый Колок.

## Население
| 2010 |
| ---- |
| 281  |

## Улицы
- ул. Новая,
- ул. Набережная,
- ул. Центральная.